# فريدرش أويغن الثاني (دوق فورتمبيرغ)
فريدرش أويغن دوق فورتمبيرغ (21 يناير 1732 - 23 ديسمبر 1797)؛ هو الابن الرابع لوالديه كارل ألكسندر دوق فورتمبيرغ والأميرة ماريا أوغوستا من ثورن أوند تاكسيس، ولد في شتوتغارت، ومنذ عام 1795 أصبح دوق فورتمبيرغ قبل الأخير.

## السيرة العسكرية
في البداية لأنه الأصغر بين أخوته كان عليه يسلك خدمة الكنسية، ولكن بعد وفاة والده المبكرة في عام 1741، تم إرساله إلى برلين للتدريب في بلاط فريدرش العظيم، برفقة إخوته الأكبر سناً، لقد تم استقباله هناك بحفاوة، بعد ذلك فضل الخدمة العسكرية ودخل في الجيش تحت ولاء فريدرش العظيم خلال حرب السنوات السبع على العكس أخويه الكبار كارل أويغن دوق فورتمبيرغ ولودفيغ أويغن الذين حاربوا في صفوف العدو، ومنذ 1769 استقر في معقل عائلته كونتية مومبلجارد الحبيسة، وتم ترقيته إلى رتبة فريق في مارس 1786 من قبل شقيقه الأكبر الدوق كارل أويغن، وأيضا ورث أجزاء من أراضي حول تل ليمبورغ خلال عقد الثمانينيات، اشترى قلعة ولوردية هوتشبيرغ في عام 1779، ولكنه أعاد بيعها في عام 1791 لأخيه، وفي العام التالي تم تعيينه نائباً لمرغريفية أنسباخ من قبل قريبه الملك فريدرش فيلهلم الثاني ملك بروسيا التي باعها مؤخراً له آخر أمراء ذلك الفرع من آل هوهنتسولرن، وفي عام 1792 استولت جمهورية راوراسيا قصيرة العمر على أراضيه حول مومبلجارد، ثم ضمتها إلى الجمهورية الفرنسية.

## السيرة النبلية
لم يكن لأخوه الأكبر كارل أويغن ذرية شرعية، وفي حين شقيقه الثاني لودفيغ أويغن كان له بنات، لذلك بعد وفاة كارل أويغن في عام 1793 وبعدها وفاة شقيقهما الدوق لودفيغ أويغن، أصبح فريدرش أويغن الدوق الحاكم حتى وفاته بعد عامين، وافق على معاهدة باريس في 7 أغسطس 1796 مع فرنسا الثورية والتي تنازل فيها عن مطالباته بمومبلجارد وجميع الأراضي الأخرى على الضفة اليسرى لنهر الراين، ومع ذلك احتفظ فريدرش أويغن باعتراف فرنسا بدوقية فورتمبيرغ.

## الزواج والذرية
تزوج في 1753 من مارغرافين فريدريكه من براندنبورغ-شفيدت ابنة فريدرش فيلهلم مارغريف براندنبورغ-شفيدت والأميرة صوفيا دوروثيا البروسية شقيقة فريدرش العظيم، وأنجبت له اثني عشر ابناً:
- الدوق فريدرش فيلهلم كارل (6 نوفمبر 1754 - 30 أكتوبر 1816)؛ خلف والده كدوق فورتمبيرغ ثم أصبح فيما بعد أول ملك فورتمبيرغ.
- الدوق لودفيغ فريدرش ألكسندر (30 أغسطس 1756 - 20 سبتمبر 1817)؛ تزوجت من هنرييت من ناساو-فيلبورخ، لهم ذرية، ومن نسلهما فرع تك.
- الدوق يوجين فريدرش هنري (21 نوفمبر 1758 – 20 يونيو 1822)؛ تزوج من لويز من ستولبرغ-جيديرن ابنة عم لويز كونتيسة ألباني زوجة تشارلز إدوارد ستيوارت، وكما هي أرملة عم أديلايد من ساكس-ماينينغن، لهما ذرية.
- الدوقة صوفي دوروثيا أوغسته لويز (25 أكتوبر 1759 - 5 نوفمبر 1828)؛ تزوجت من بافل الأول إمبراطور روسيا، لهما ذرية.
- الدوق فيلهلم فريدرش فيليب (27 ديسمبر 1761 - 10 أغسطس 1830)؛ والد فيلهلم دوق أوراخ الأول، ومن نسله فرع أوراخ إحدى المطالبين بالعرش الليتواني.
- الدوق فرديناند فريدرش أوغسطس (22 أكتوبر 1763 - 20 يناير 1834)؛ جنرال نمساوي.
- الدوقة فريدريكه إليزابيث أمالي (27 يوليو 1765 - 24 نوفمبر 1785)؛ تزوجت من بيتر دوق أولدنبورغ، لهم ابنان.
- الدوقة إليزابيث فيلهيلمين لويز (21 أبريل 1767 - 18 فبراير 1790)؛ تزوجت من الأرشيدوق فرانتس النمساوي .
- الدوقة فريدريكه فيلهلمين كاتارينا (3 يونيو - 22 أكتوبر 1768).
- الدوق كارل فريدرش هاينريش (3 مايو 1770 - 22 أغسطس 1791).
- الدوق ألكسندر فريدرش كارل (24 أبريل 1771 - 4 يوليو 1833)، مؤسس فرع الدوقي، ومن نسله المطالبين بالعرش.
- الدوق كارل هاينريش (3 يوليو 1772 – 28 يوليو 1833).